# NGC 2456
NGC 2456 je galaksija u zviježđu Risu.

## Vanjske poveznice
- SEDS: NGC 2456